# 地质图

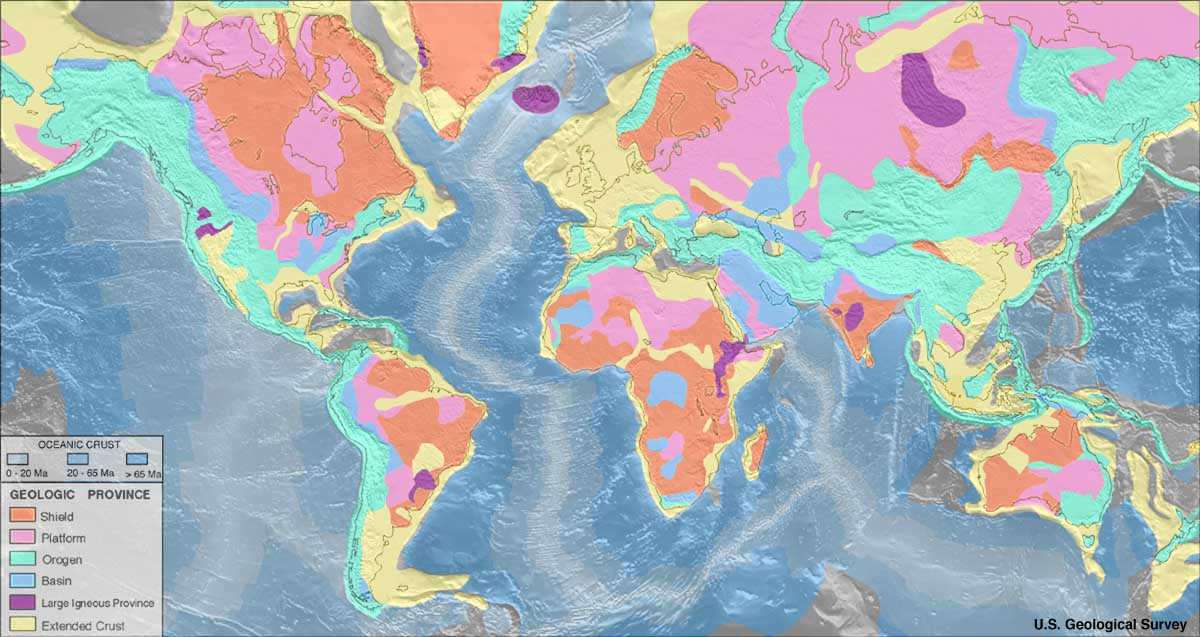
全球地质区域图。

地质图是一种反映某一地区地壳表层的地质构造特征的图件，内容包括各种地质体（地层、岩体、矿床）及地质现象（断层、褶皱等）的分布及其相互关系，这些内容按一定的比例尺和图例垂直投影到同一水平面就构成了某一地区的地质图。

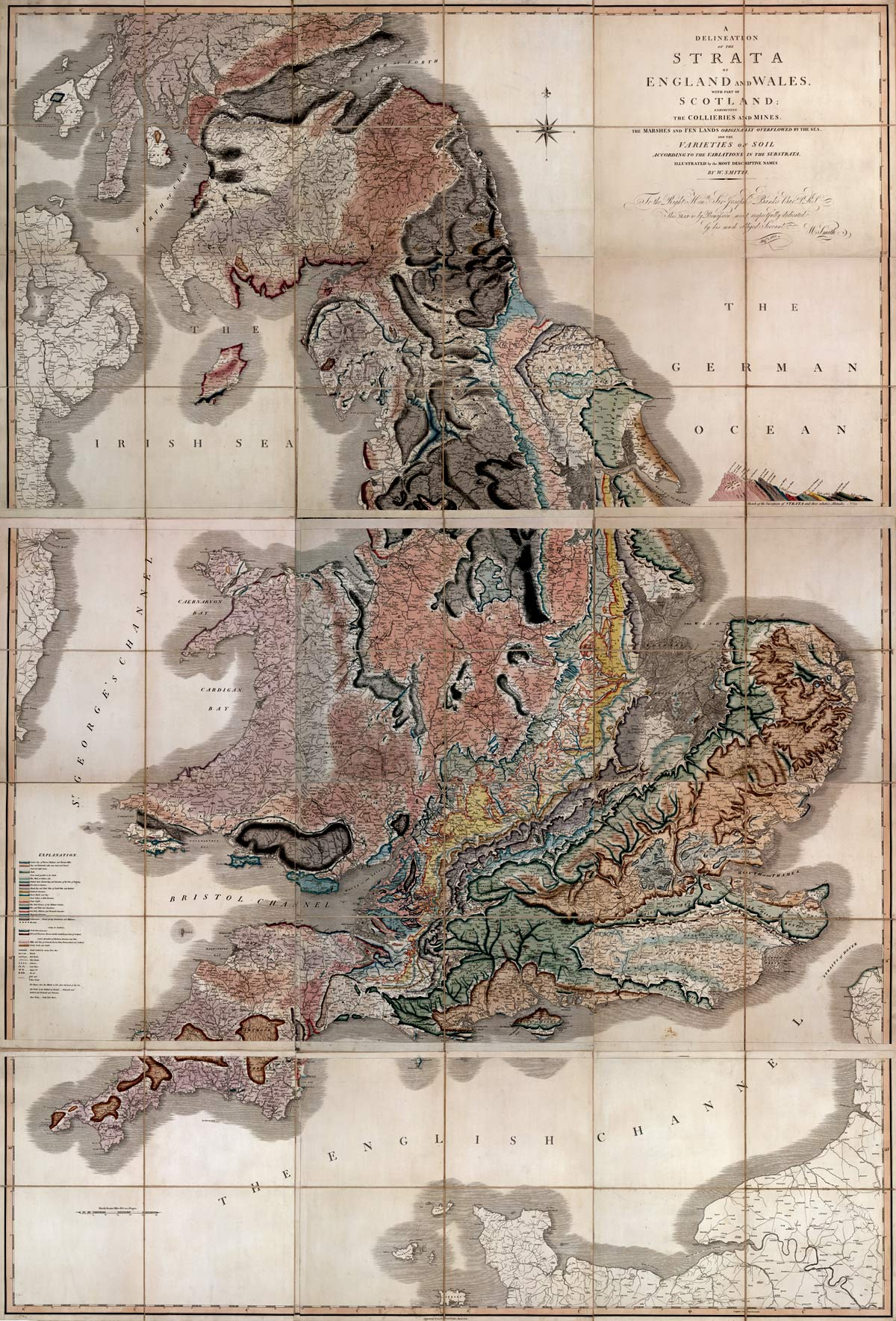
威廉·史密斯的英格兰、威尔士和南苏格兰地质图。1815年完成，是最早的国家级地质图，以及那个时代最精确的地质图。

按地质图的比例尺、范围及内容，一般可分为区域地质图、矿区地质图、构造地质图、第四纪地质图、水文地质图、工程地质图等。地质图一般附有综合地层柱状图、剖面图等，可以反映地质构造的立体概念和发展过程。
世界上第一幅现代意义的地质图是1815年英国地质学家威廉·史密斯完成的英格兰和威尔士地质图。中国第一幅地质图是1909年由邝荣光绘制的区域地质图《直隶省地质图》。